# Invisible Empire // Crescent Moon
 (mars 2013).
Si vous disposez d'ouvrages ou d'articles de référence ou si vous connaissez des sites web de qualité traitant du thème abordé ici, merci de compléter l'article en donnant les références utiles à sa vérifiabilité et en les liant à la section « Notes et références ».
Albums de KT Tunstall
The Scarlet Tulip EP
(2011) Kin
(2016)
Singles
1. Feel It All // Band Jam
Sortie : 10 juin 2012
2. Feel It All (Album Version)
Sortie : 16 juillet 2013
3. Invisible Empire
Sortie : 19 août 2013
4. Made Of Glass
Sortie : 16 décembre 2013
5. Carried
Sortie : 26 août 2014

Invisible Empire // Crescent Moon est le quatrième album studio de la chanteuse/compositrice écossaise KT Tunstall. Dans cet album, sorti en Europe et au Canada le 10 juin 2013, et le 6 août 2013 aux États-Unis, l'artiste retourne à ses origines folk, qu'elle avait mises de côté avec son album précédent Tiger Suit. Arrivé à la 14e place du classement de ventes britanniques, l'album a connu des ventes modestes en Europe et en Asie, alors que les critiques, elles, parlent de son meilleur album, et donnent les meilleures notes qu'elle ait jamais connues.   
Quatre singles ont été produits pour Invisible Empire // Crescent Moon avec pour chacun, un clip vidéo associé. Feel It All // Band Jam sert de premier single le 10 juin 2013, alors que la version non éditée pour les radios de Feel It All sert de second single au Royaume-Uni le 16 juillet 2013. Le troisième single, Invisible Empire, sort le 19 août, et Made of Glass, le 16 décembre, avec pour chacun, un clip vidéo.   
Aussi, une tournée de concerts est prévue pour les États-Unis et le Royaume-Uni, bien que la chanteuse n'ait pas encore annoncé de tournée européenne.

## Liste des titres
Tous les titres sont composés par KT Tunstall, sauf les titres 8 et 10, composés par KT Tunstall et Howe Gelb. 
Tous les titres sont produits par KT Tunstall et Howe Gelb
| 1.    | Invisible Empire                     | 3:52 |
| 2.    | Made of Glass                        | 4:11 |
| 3.    | How You Kill Me                      | 4:11 |
| 4.    | Carried                              | 3:41 |
| 5.    | Old Man Song                         | 3:12 |
| 6.    | Yellow Flower                        | 3:12 |
| 7.    | Crescent Moon                        | 3:52 |
| 8.    | Waiting On The Heart                 | 4:29 |
| 9.    | Feel It All                          | 4:11 |
| 10.   | Chimes                               | 3:37 |
| 11.   | Honeydew                             | 3:22 |
| 12.   | No Better Shoulder                   | 5:27 |
| 13.   | Feel It All // Band Jam (Radio Edit) | 3:49 |
| 47:17 |                                      |      |

| 14. | Hallowed Ground         | 4:59 |
| 15. | Never Be The Same Again | 4:29 |

| 1. | Tucson Time (Making of - Film documentaire) | 21:29 |